# Gayle (cantante)
Taylor Gayle Rutherford (10 de junio del 2004), más conocida como GAYLE, es una cantautora estadounidense. Después de firmar con Atlantic Records, lanzó el sencillo «ABCDEFU» en 2021, que se posicionó cómo uno de los temas más escuchados en todo el mundo, siendo el número uno en el Reino Unido y en Irlanda.

## Vida y carrera
Gayle nació el 10 de junio de 2004 en Dallas, Texas, Estados Unidos. Comenzó a cantar cuando tenía siete años, tiempo después se mudó a Nashville, Tennessee, para seguir una carrera musical. Después de lanzar varios sencillos de producción propia, Kara DioGuardi, exjueza de American Idol y editora de música, la descubrió y Taylor firmó con Atlantic Records. En 2021, Gayle lanzó "ABCDEFU", su sencillo de debut en un sello importante con Atlantic.
Este tema se volvió rápidamente viral en TikTok y Spotify. "ABCDEFU" alcanzó el puesto número 6 en el Billboard Hot 100. Fuera de los Estados Unidos, "ABCDEFU" encabezó las listas en Finlandia, Alemania, Irlanda, Noruega, Suecia y el Reino Unido, y entre los diez primeros en Australia, Austria, Nueva Zelanda y Suiza. En medio del éxito del sencillo, Gayle lanzó la canción "Ur Just Horny" el 19 de enero de 2022.
El 18 de marzo de 2022, Gayle lanzó su primer EP titulado «a study of the human experience»

## Discografía

### Sencillos

#### Como artista principal
- 2020: Z[5]
- 2020: Dumbass[5]
- 2020: Happy for you[5]
- 2020: Orange peel[5]
- 2021: ABCDEFU
- 2022: Ur just horny [9]

Fue reconocida en diferentes países por su tema ABCDEFU él cual protagonizó videos de millones de youtubers